# 脱欢 (许兀慎部)
脱欢（生卒年不詳），出身许兀慎部，13世紀初成吉思汗麾下的千户长。他是四杰之一博尔忽的儿子和后继者。
漢文史料《元史》作脱欢，西亚編纂的波斯史料《集史》等书中他没有登場。

## 生平
据《元史》博尔忽传，他在博尔忽英年早逝后，继承了千户职位，在第4代大汗蒙哥遠征从軍，立有军功。《新元史》记载他以蜀地暑湿，劝蒙哥回军，蒙哥不从，之后死在合州。脱欢子失里门，跟随忽必烈征云南，阵亡。脱欢的事蹟没有在《史集》中提及，因此不清楚他参加了什么样的遠征。
在《元朝秘史》中，列出了蒙古帝国建立时（1206年）任命的95名千户长，日本学者村上正二认为其中第六十位的脱欢与博尔忽的儿子脱欢是同一人。

## 子孫
史料中对博尔忽后裔存在很多矛盾，特别是漢文史料《元史》和波斯史料的《史集》中对博尔忽后裔的描述完全不同。《元史》记载，博尔忽的儿子是脱欢，脱欢的儿子是失里門，失里門的儿子是出仕元成宗和元武宗的月赤察儿。
《史集》指出，博尔忽的儿子是不忽儿·忽必来（Jūbūkūr qūbīlāī），而博尔忽一族的秃儿赤·古列坚（Tūqchī Gūrkān）为忽必烈麾下。没有关于脱欢、失里門、不忽儿和秃儿赤之间关系的记录，并不清楚

## 许兀慎部博尔忽家
- 父：博爾忽（Boroqul, بورقول نويان/būrqūl nūyān）
  - 千户長脱欢（Toγon，جوبوکور قوبیلایjūbūkūr qūbīlāī?）
    - 子：失里門（Širemün）
      - 孙：淇陽王月赤察儿（Öčičer, اوچاچار نويان/ūchāchār nūyān）
        - 曾孙：淇陽王塔剌海（Taraqai，طرقاي جنکسانک/ṭaraqāī chīnksānk）
        - 曾孙：知枢密院事馬剌（Maral）
          - 玄孙：鉄木儿也不干（Temür ebügen ）
          - 玄孙：淇陽王完者帖木儿（Öljei temür）

        - 曾孙：淇陽王太師阿思罕（脱儿赤颜、𠇗頭）（Asqan/Torčiyan/Waidu，ويتو جنکسانک/wāītū chīnksānk）
        - 曾孙：淇陽王也先铁木儿（Esen temür）

  - 弟：行省兵馬都元帥塔察儿（Taγačar）
    - 侄：行省兵馬都元帥别里虎䚟（Belgütei）
      - 侄孙：蒙古軍万户密里察儿（Miričar）
        - 侄曾孙：江西道都元帥阿魯灰（Alqui）
          - 侄玄孙：亦乞列歹（Ikiretei）

        - 侄曾孙：蒙古軍万户別里閣不花（Berke buqa）
          - 侄玄孙：服都万户昔里别吉（Siri begi）
            - 合撒儿（Qasar）

      - 侄孙：蒙古軍万户宋都䚟（Sondutai ）

## 脚注
1. ↑  《元史》卷119 列传6 博爾忽传：「博爾忽，許兀慎氏，事太祖為第一千戸，没於敵。子脱欢襲職，从憲宗四征不庭，有拓地功。」
2. ↑  《新元史》卷121·列传第十八
3. ↑  《元史》卷119 列传6 博爾忽传：「子失里門，镇徼外，从征六詔等城，亦歿于兵。子月赤察儿……」